# Euphaedra neophron
Euphaedra neophron is een vlinder uit de onderfamilie Limenitidinae van de familie Nymphalidae. De wetenschappelijke naam van de soort is voor het eerst geldig gepubliceerd in 1855 door Carl Heinrich Hopffer.